# James LaBrie

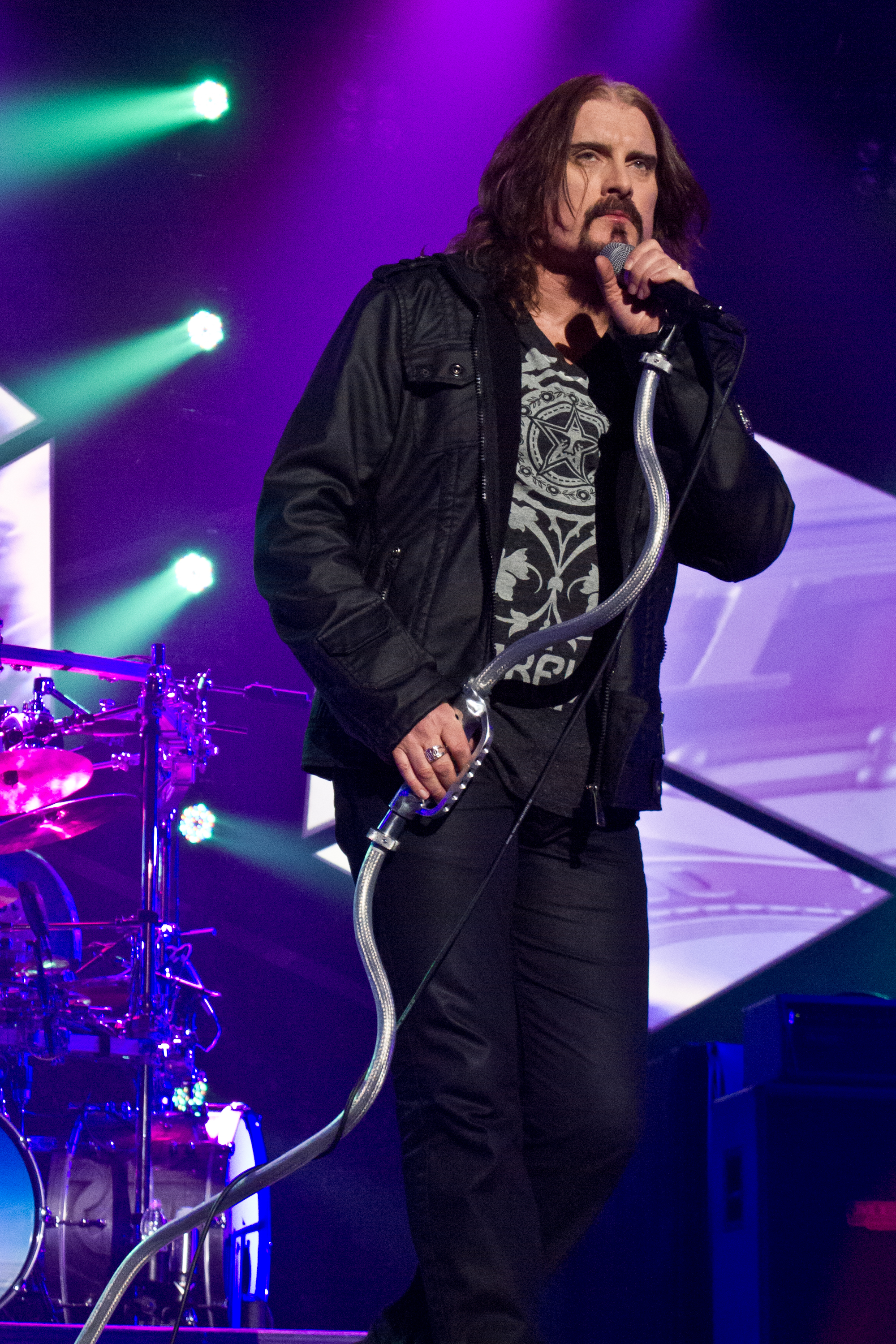
James LaBrie bei einem Konzert von Dream Theater in Madrid 2012

Kevin James LaBrie (* 5. Mai 1963 in Penetanguishene, Kanada) ist der Sänger der US-amerikanischen Progressive-Metal-Band Dream Theater.

## Leben
LaBrie wurde am 5. Mai 1963 im kanadischen Penetanguishene geboren. Schon als kleiner Junge sang er immer wieder die Lieder nach, die gerade im Radio liefen. Ab seinem fünften Lebensjahr begann er, Schlagzeug zu spielen. Schon damals stellte man fest, dass er über eine für sein Alter sehr gut ausgeprägte Gesangsstimme verfügte. Sein Gesangstalent wurde daraufhin in seiner Schulzeit besonders gefördert. Nebenbei unterstützte er bereits stimmlich die Gesangsgruppe seines Vaters.
Mit Beginn seiner Jugendzeit interessierte LaBrie sich für die Rockmusik. Er spielte damals bereits in mehreren Bands Schlagzeug, jedoch stellte er nach einiger Zeit fest, dass er mehr Talent als Sänger besaß, und übernahm entsprechend in den jeweiligen Bands den Gesangspart.
Im Alter von 21 Jahren absolvierte er unter der renommierten Gesangslehrerin Rosemary Patricia Burns eine klassische Gesangsausbildung. Kurz darauf übernahm er den Gesangspart in der damals sehr bekannten kanadischen Rockband Winter Rose.
Pierre Paradis, der Manager der Band Voivod machte ihn Anfang der 90er Jahre im Rahmen seines ersten Solo-Projektes auf die amerikanische Band Dream Theater aus dem Raum New York aufmerksam, die nach der Entlassung ihres damaligen Sängers Charlie Dominici dringend einen Nachfolger suchten. LaBrie zögerte nicht und sandte eine entsprechende Aufnahme nach New York. Kurz darauf wurde er zum Vorsingen eingeladen. Er überzeugte auf Anhieb und wurde neuer Sänger der Band Dream Theater.
Innerhalb der Band wird LaBrie meist „Pirate“ (dt. Pirat) gerufen. Den Spitznamen erhielt er vom Keyboarder Jordan Rudess, als sich LaBrie auf Tour irgendwann wegen schlechter Stimmung zurückzog und alleingelassen werden wollte. Rudess nannte ihn da spontan „Pirate“ und erklärte „Well, you’re like an angry pirate.“  (dt. „Tja, du verhältst dich wie ein verärgerter Pirat“).

## Mitgliedschaft bei Dream Theater
Seit der Mitgliedschaft bei Dream Theater tritt er nur noch unter seinem zweiten Vornamen, James, in der Öffentlichkeit auf, da es bei seinem Einstieg bei Dream Theater bereits ein Mitglied mit dem Namen Kevin, Kevin Moore, gab, und durch John Myung und John Petrucci schon genug Verwirrung stattfand. Seit 1994 ist Keyboarder Kevin Moore allerdings schon nicht mehr Mitglied bei Dream Theater. Dennoch behielt LaBrie seinen quasi Künstlernamen bei. Zum ersten Mal ist LaBrie auf dem zweiten Studioalbum der Band, Images and Words zu hören, welches gleichzeitig den absoluten Durchbruch für die Band bedeutete.
James LaBrie gehört heute zu den bekanntesten Sängern in der Sparte Progressive Metal. Jedoch ist sein Gesangsstil besonders unter den Fans von Dream Theater leicht umstritten. Vor allem seine Neigung zum sogenannten „Pressen“ stößt oft auf Kritik. Nach eigenen Angaben zog er sich Ende 1994 während eines Urlaubs auf Kuba infolge einer Lebensmittelvergiftung eine chronische Stimmbandentzündung zu, die ihm fast acht Jahre lang zu schaffen machte. In einem Interview, das er während seiner Solo-Tour 2005 gab, schilderte er die Umstände noch einmal sehr präzise: Nach einer langen „dunklen Periode“ spürte LaBrie im Oktober und November 2002 während der World-Tourbulence-Tour erste Anzeichen für die Rückkehr seiner Stimme. Nach dem Ende der World-Tourbulence-Tour nahm er sein Gesangsstudium wieder auf und stellte mit seiner neuen Gesangslehrerin Victoria Thompson seine Technik komplett um.

## Soloprojekte
Bereits in den Jahren 1999 und 2001 hatte LaBrie mit Keep It To Yourself und 2 Soloalben veröffentlicht, aus rechtlichen Gründen jedoch unter dem Pseudonym „Mullmuzzler“. Im Frühjahr 2005 erschien schließlich mit Elements of Persuasion sein drittes Soloalbum, das erste unter eigenem Namen. Im September 2010 folgte mit Static Impulse der Nachfolger, auf dem mit Gast-Vocals von Drummer Peter Wildoer ungewöhnlich harte Wege eingeschlagen werden.
Daneben lieh LaBrie einer Reihe von Musikprojekten seine Gesangsstimme. So wirkte er etwa auf Tribut-Samplern für die Bands Rush und Queen mit. Für Henning Pauly und dessen Projekt Frameshift übernahm er auf dem Album Unweaving the Rainbow aus dem Jahr 2003, einem Konzeptalbum über die Lehren des britischen Evolutionsbiologen Richard Dawkins, alle Gesangsparts. Auch auf Paulys 2006er-Album Babysteps war er auf drei Tracks vertreten.
Seinen wohl bekanntesten Gastbeitrag lieferte LaBrie mit seiner Beteiligung am Ayreon-Projekt des niederländischen Musikers Arjen Lucassen: Auf "The Human Equation" (2004) sang er die Rolle der Hauptperson, eines Mannes, der nach einem mysteriösen Autounfall im Koma liegt. Dieses Werk wurde 2015 als Theaterstück unter dem Titel "The Theater Equation" live aufgeführt und als CD/DVD veröffentlicht. LaBrie übernahm auch hier die Hauptrolle.
Zuletzt beteiligte sich LaBrie an dem Projekt True Symphonic Rockestra, einer "Klassik meets Rock"-Hommage an Die drei Tenöre in Zusammenarbeit mit Vladimir Grishko und Thomas Dewald. Aus dieser Zusammenarbeit erschien 2008 das Album Concerto in True Minor.
Am 29. Juli 2013 erschien das Solo-Album Impermanent Resonance, welches von Jens Bogren (u. a. Symphony X, Katatonia, Amon Amarth) produziert wurde. 2022 erschien nach neunjähriger Pause Beautiful Shade Of Grey.

## Diskografie
| mit Dream Theater: - 1992: Images and Words - 1993: Live at the Marquee - 1994: Awake - 1995: A Change of Seasons - 1997: Falling into Infinity - 1998: Once in a Livetime - 1999: Metropolis Part II: Scenes From a Memory - 2001: Live Scenes from New York - 2002: Six Degrees of Inner Turbulence - 2003: Train of Thought - 2004: Live at Budokan - 2005: Octavarium - 2006: SCORE (20th Anniversary World Tour) - 2007: Systematic Chaos - 2008: Chaos in Motion 2007–2008 - 2009: Black Clouds & Silver Linings - 2011: A Dramatic Turn of Events - 2013: Dream Theater - 2014: Breaking the Fourth Wall - 2016: The Astonishing - 2019: Distance over Time - 2020: Distant Memories – Live In London - 2021: Images and Words – Live in Japan, 2017 - 2021: A View from the Top of the World - 2022: …And Beyond – Live in Japan, 2017 - 2022: Live in Berlin (2019) - 2022: Live at Wacken (2015) - 2023: Live at Madison Square Garden (2010) - 2023: Distance over Time Demos (2018) - 2025: Parasomnia Soloprojekte: als Mullmuzzler: - 1999: Keep It to Yourself - 2001: MullMuzzler 2 als James LaBrie: - 2005: Elements of Persuasion - 2010: Static Impulse - 2013: Impermanent Resonance - 2014: I Will Not Break (EP) - 2022: Beautiful Shade Of Grey | Projekte als Gastsänger: mit Winter Rose: - 1989: Winter Rose mit Fates Warning: - 1991: Parallels mit Explorers Club: - 1998: Age of Impact mit Shadow Gallery: - 1998: Tyranny mit Frameshift: - 2003: Unweaving the Rainbow mit Ayreon: - 2004: The Human Equation - 2015: The Theater Equation - 2017: The Source mit Tim Donahue: - 2004: Madmen and Sinners mit Henning Pauly: - 2006: Babysteps mit John Macaluso & Union Radio: - 2007: The Radio Waves Goodbye mit True Symphonic Rockestra: - 2008: Concerto on True Minor mit Redemption: - 2009: Snowfall on Judgement Day mit Eden’s Curse: - 2011: Eden’s Curse verschiedene Künstler: - 1996: Working Man – Rush Tribute - 1997: Dragon Attack – Tribute to Queen - 1999: Encores, Legends and Paradox (ELP Tribute) - 2000: Tie Your Mix Down – Tribute to Queen - 2001: Leonardo – The Absolute Man |